# Đại Cung điện Kremlin

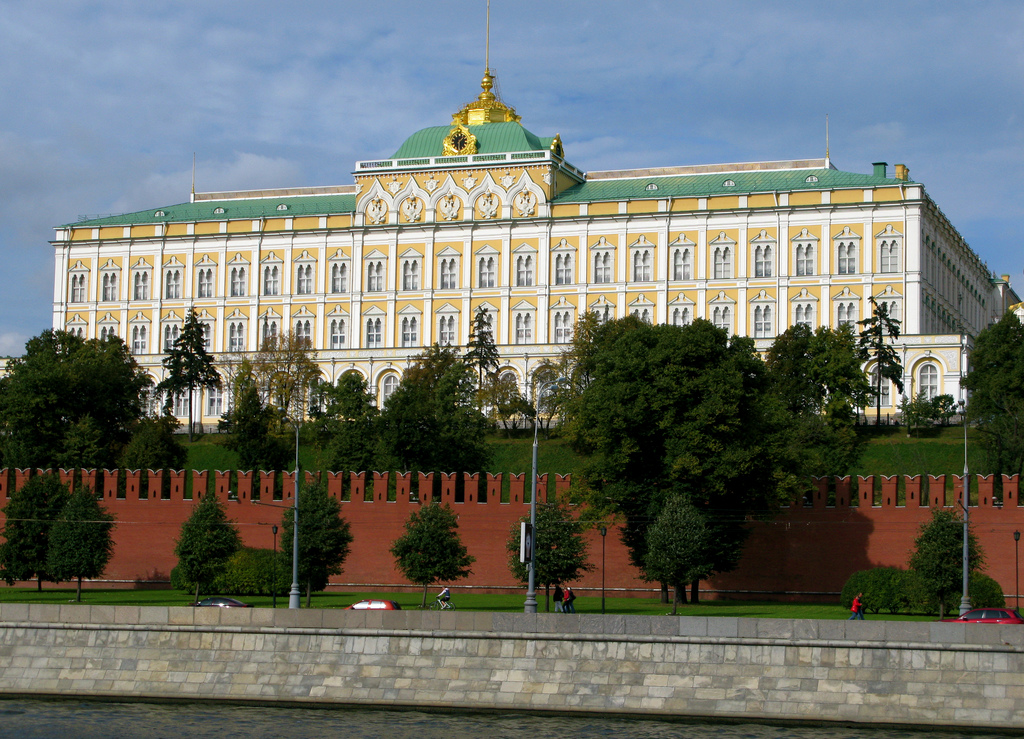
Đại Cung điện Kremlin nhìn từ sông Moskva

Đại Cung điện Kremlin (tiếng Nga: Большой Кремлёвский дворец; Bolshoy Kremlyovskiy dvorets) cũng được dịch là Cung điện lớn Kremlin được xây dựng 1837-1849 tại Moskva, Nga trên mặt bằng khu đất của các Đại thân vương, được thành lập vào thế kỷ 14 trên đồi Borovitsky. Được thiết kế bởi một nhóm kiến trúc sư dưới sự quản lý của Konstantin Thon, nó được thiết kế để nhấn mạnh sự vĩ đại của chế độ chuyên quyền Nga. Konstantin Thon cũng là kiến trúc sư của xưởng vũ khí Kremlin và Nhà thờ chính tòa Chúa Kitô Đấng Cứu Độ.
Đại Cung điện Kremlin trước đây là nơi ở tại Moskva của các Sa hoàng. Việc xây dựng cung điện này liên quan đến việc phá hủy cung điện Baroque trước đó trên mặt bằng, được thiết kế bởi Rastrelli, và Nhà thờ Thánh Gioan Baotixita, được xây dựng theo thiết kế của kiến trúc sư Aloisio thay cho nhà thờ đầu tiên được xây dựng ở Moskva.
Cung điện của Thon dài 125 mét, cao 47 mét, và có tổng diện tích khoảng 25.000 mét vuông. Nó bao gồm Cung điện Terem trước đó, chín nhà thờ từ thế kỷ 14, 16 và 17, Holy Vestibule, và hơn 700 phòng. Các tòa nhà của Cung điện tạo thành một hình chữ nhật với sân trong. Tòa nhà có vẻ là ba tầng, nhưng thực ra là hai tầng. Tầng trên có 2 bộ cửa sổ. Tòa nhà phía tây của Cung điện tổ chức các sảnh tiếp tân của tiểu bang và các phòng riêng của gia đình hoàng gia (ảnh) Lưu trữ ngày 4 tháng 3 năm 2016 tại Wayback Machine.
Sau khi Liên Xô thành lập, Đại Cung điện Kremlin bị chuyển thành một hội trường đơn thuần. Nhiều đồ trang trí lộng lẫy bị gỡ bỏ, bất cứ thứ gì liên quan đến các Nga hoàng đều chịu chung số phận. Sau sự sụp đổ của Liên Xô, người ta mới quan tâm nhiều hơn tới cung điện Kremlin. Sau nhiều năm cùng hàng triệu đô la đổ vào, cung điện đã được khôi phục lại.